# 奧特克里克鎮區 (印地安納州里普利縣)
奧特克里克鎮區（英語：Otter Creek Township）是位於美國印地安納州里普利縣的一個行政鎮區。

## 地方資料
根據2010年美國人口普查的數據，奧特克里克鎮區的面積為108.00平方千米，當中陸地面積為107.90平方千米，而水域面積為0.10平方千米。當地共有人口1410人，而人口密度為每平方千米13.06人。